# David Le Dantec
David Le Dantec, né le 8 mai 1972, est un joueur de pétanque français.

## Biographie
Il est droitier et se positionne en pointeur.

## Clubs
- ?-? : Pétanque de Balarin  Montréal (Gers)
- ?-1991 : AS Pétanque Pleudihen (Côte d'Armor)
- 1992-2001 : Douric-Ar-Zin Concarneau (Finistère)
- 2002-2004 : AAS Pétanque de Fresnes (Val-de-Marne)
- 2005 : Bruno Rocher Pétanque Club Le Mans (Sarthe)
- 2006-2008 : UP Saint-Georges-sur-Loire (Maine-et-Loire)
- 2009-2016 : La Ronde Pétanque de Metz (Moselle)
- 2017 : PC Les Capucins Pouru-Saint-Rémy (Ardennes)
- 2018- : JP Rumilly (Haute-Savoie)

## Palmarès[1],[2],[3],[4]

### Jeunes

#### Championnats de France
Finaliste
- Triplette Cadet 1985 (avec Jérôme Exbourse, Gildas Périgaud)

### Séniors

#### Championnats du Monde
Champion du Monde
- Triplette 1995 (avec Philippe Quintais et Philippe Suchaud) :  Équipe de France 2
- Triplette 1996 (avec Philippe Quintais et Philippe Suchaud) :  Équipe de France 3

Finaliste
- Triplette 1993 (avec Michel Briand et Michel Loy) :  Équipe de France 2

Troisième
- Triplette 1999 (avec Damien Hureau, Michel Loy et Philippe Suchaud) :  Équipe de France

#### Coupe d'Europe des Clubs
Vainqueur
- 2012 (avec Nancy Barzin, Chantal Salaris, Anthony Benacquista, Frédéric Machnik, Jean-Francois Hémon, Jordane Sala, Stéphane Le Bourgeois, Charles Weibel, Christophe Lac et David Le Dantec (coach) : La Ronde Pétanque de Metz
- 2013 (avec Nancy Barzin, Chantal Salaris, Damien Hureau, Frédéric Machnik, Jean-Francois Hémon, André Lozano, Charles Weibel et Jordane Sala (coach) : La Ronde Pétanque de Metz

#### Championnats de France
Champion de France
- Tête-à-tête 1991 : AS Pétanque Pleudihen
- Tête-à-tête 1992 : Douric-Ar-Zin Concarneau
- Triplette 2012 (avec Stéphane Le Bourgeois et Charles Weibel) : La Ronde Pétanque de Metz

Finaliste
- Doublette 1989 (avec André Baradat) : AS Pétanque Pleudihen
- Triplette 2003 (avec Sylvain Dubreuil et Sébastien Rousseau) : AAS Pétanque de Fresnes
- Doublette 2007 (avec Damien Hureau) : UP Saint-Georges-sur-Loire

#### Coupe de France des clubs
Vainqueur
- 2012 (avec Nancy Barzin, Chantal Salaris, Anthony Benacquista, Frédéric Machnik, Jean-Francois Hémon, Jordane Sala, Stéphane Le Bourgeois, Charles Weibel, Michel Van Campenhout et David Le Dantec (coach) : La Ronde Pétanque de Metz
- 2013 (avec Nancy Barzin, Chantal Salaris, Damien Hureau, Frédéric Machnik, Anthony Benacquista, Jean-Francois Hémon, André Lozano, Charles Weibel, Michel Van Campenhout et Jordane Sala (coach) : La Ronde Pétanque de Metz
- 2014 (avec Nancy Barzin, Chantal Salaris, Damien Hureau, Frédéric Machnik, Michel Van Campenhout, Fabrice Riehl, Stéphane Le Bourgeois, André Lozano, Charles Weibel et Jordane Sala (coach) : La Ronde Pétanque de Metz
- 2015 : La Ronde Pétanque de Metz
- 2016 (avec Nancy Barzin, Camille Max, Fabrice Riehl, Frédéric Machnik, Jean-Francois Hémon, Vincent d'Urso, André Lozano, Charles Weibel et Jordane Sala (coach) : La Ronde Pétanque de Metz

#### Millau

##### Mondial de Millau (1993-2002)
Vainqueur
- Doublette 1993 (avec Michel Loy)

##### Mondial à pétanque de Millau (2003-2015)
Vainqueur
- Doublette 2008 (avec Christophe Sarrio)

#### EuroPétanque de Nice
Vainqueur
- Triplette 2008 (avec Damien Hureau et Julien Lamour)